# FK Interas Visaginas
FK Interas Visaginas is een Litouwse voetbalclub uit Visaginas. De club werd in 1979 opgericht als Inter Snieckus.
Vóór 2006 was Visaginas een amateurclub. Een groot deel van de spelers werkte toen in een kerncentrale. Visaginas promoveerde in 2007 voor het laatst naar de A Lyga, maar dat verblijf in de hoogste klasse duurde slechts één seizoen.

## Historische namen
- 1979 – Inter Snieckus
- 1992 – Inter Visaginas
- 1993 – Inter-AE Visaginas
- 1995 – Interas Visaginas

## Bekende (ex-)spelers
- Deivydas Matulevičius
- Arvydas Novikovas